# Samantha Catantan
Samantha "Sam" Catantan (Filipijnen, 1 februari 2002) is een Filipijnse schermster met een specialisatie in het wapen floret. Catantan won een gouden, zilveren en bronzen medaille op de Zuidoost-Aziatische Spelen van respectievelijk 2021 en 2023 en 2019. In 2024 wist ze zich via een olympische kwalificatietoernooi, als eerste Filipijnse schermer in 32 jaar, te kwalificeren voor de Olympische Zomerspelen

## Biografie
Catantan werd geboren in de Filipijnen op 1 februari 2002. Ze studeerde aan de University of the East (UE), waar ze in 2020 een bacheloropleiding voltooide. Met het universiteitsteam van UE, de junior Warriors, deed ze met succes mee aan schermwedstrijden. In 2019 deed ze op 17-jarige leeftijd mee aan de Zuidoost-Aziatische Spelen van dat jaar in Brunei. Ze won een bronzen medaille. In 2020 haalde ze het nationale nieuws toen ze in de finale van het universiteitskampioenschap won van de afgevaardigde van de University of Santo Tomas en daarmee de junior Warriors hun negende opeenvolgende kampioenschap bezorgde. Ook werd ze gekozen tot MVP van de UAAP (University Athletic Association of the Philippines). het jaar erop begon ze aan een Master-studie Accountancy aan de Pennsylvania State University in de Verenigde Staten. Ook op deze universiteit was ze een onderdeel van het schermteam. In haar eerste jaar wist ze zich te kwalificeren voor het NCAA-kampioenschap schermen door alle 20 voorronde wedstrijden te winnen. Ze eindigde uiteindelijk als derde in een veld met de beste 24 schermers uit deze Amerikaanse universiteitscompetitie. Ook het jaar erna wist ze zich opnieuw te kwalificeren voor dit toernooi en eindigde ze als negende.
In 2022 won Catantan namens de Filipijnen een gouden medaille op de Zuidoost-Aziatische Spelen van 2021 in Vietnamese stad Hanoi na winst in de finale op Amita Marie Nicolette Berthi uit Singapore. Een jaar later raakte ze in de halve finale van de Zuidoost-Aziatische Spelen geblesseerd. Bij een ruime voorsprong van 14-5 scheurde ze haar voorste kruisband. Ondanks de blessure wist ze uiteindelijk de wedstrijd nog wel te winnen. De finale liet Catantan echter aan zich voorbij gaan, waardoor ze op deze spelen genoegen moest nemen met een zilveren medaille. Door deze blessure kon ze 10 maanden lang niet meer aan wedstrijden deelnemen.
In februari 2024 slaagde ze er tijdens haar eerste wedstrijden na haar blessure in om zich namens Penn State University zich te kwalificeren voor het NCAA-kampioenschap schermen. Daar eindigde ze uiteindelijk als tiende in een veld met de beste 24 schermers uit de Amerikaanse universiteitscompetitie.
In april 2024 was Catantan een van de vier Filipijnse deelnemers aan het olympisch kwalificatietoernooi voor de Aziatisch-Oceanië zone in Fujairah in de Verenigde Arabische Emiraten. Nadat ze eerder in de poule fase nog van haar verloor wist ze in de finale, ondanks een medische time-out voor een behandeling van haar knie, wel te winnen van de Kazachstaanse Sofiya Aktayeva. Door de winst van dit kwalificatie toernooi werd Catantan de eerste Filipijnse schemer die zich wist te kwalificeren voor de Olympische Zomerspelen sinds 32 jaar, toen Walter Torres namens de Filipijnen meedeed aan de Olympische Spelen van 1992 in Barcelona.